# 이마무라 유키
이마무라 유키(일본어: 今村 優貴, 1976년 7월 11일 ~ )는 일본의 전 축구 선수이다.

## 구단 경력
과거 방포레 고후에서 활동하였다.